# Civil Rights Act (1957)
Civil Rights Act från 1957 syftade till att ge afroamerikaner större möjligheter att utöva sin rösträtt i USA.
Lagen införde inga nya rättigheter, men gav staten större möjligheter att genomdriva de rättigheter som redan fanns. Dels genom att skapa en kommission vars syfte var att undersöka anklagelser om att vissa medborgare i USA berövas sin rösträtt på grund av sin hudfärg, ras, religion eller nationellt ursprung. Ursprungligen skulle kommissionens arbete ta två år, men U.S. Commission on Civil Rights finns kvar än idag.
Lagförslaget antogs i representanthuset den 27 augusti 1957 med 279 röster för och 97 röster mot. Att få igenom lagförslaget i senaten var inte riktigt lika lätt. Senator Strom Thurmond från South Carolina höll en enmans filibuster som varade tjugofyra timmar och 18 minuter - ett rekord i senaten. Trots det antogs lagen den 29 augusti med en marginal på 60 mot 15. Lagen undertecknades av president Eisenhover 9 september 1957.
Lagen fick mycket kritik för att vara urvattnad, men anses ha inlett en process som började avveckla den diskriminerande rättsliga strukturen som dominerade i sydstaterna. Lagen kompletterades sedan med Civil Rights Act 1960, och Civil Rights Act 1964.